# 라이쩌우
라이쩌우시(베트남어: Thành phố Lai Châu / 城舖萊州)는 베트남 북서부 지방 라이쩌우성의 성도이다. 베트남에서 인구밀도가 가장 낮은 도시 중 하나이다.

## 역사
라이쩌우, 또는 무앙 라이(베트남어 므엉 라이)는 이 지역의 다른 타이족 보다 우세한 타이돈족의 실력자였지만 라이쩌우의 타이돈족 통치자와 무앙 소의 경쟁자가 있었다. 1870년대 무앙라이는 타이12족을 구성하는 12주 (Châu / 州 )를 통일하려고 모색했던 타이돈족의 영주 데오반찌(刁文持)의 기반이 되었다. 그는 흑기군과 이후 프랑스군의 도움을 부분적으로 나마 통일을 이루었다. 1890년 프랑스는 그의 권위와 이 지역의 자치를 인정했다.

## 행정구역
라이쩌우시는 5개의 프엉(坊)과 2개의 싸(社)를 관할한다.

### 프엉
- 꾸옛탕 (Quyết Thắng / 決勝)
- 오안껫 (Đoàn Kết / 團結)
- 떤퐁 (Tân Phong / 新豐)
- 동퐁 (Đông Phong / 東豐)
- 꾸옛띠엔 (Quyết Tiến / 決進)

### 싸
- 넘로옹 (Nậm Loỏng / 稔隴)
- 산탕 (San Thàng / 山勝)

## 기후
라이쩌우시는 북서부 지방에 위치해 있지만 지형과 대기순환의 영향으로 인해 다른 북서부 지방의 기후와 비교할 때 온도가 다른 특성을 나타냅다. 연평균 기온 18°C ~ 19°C는 라이쩌우 지방(약 23°C)과 북서 지역(약 21°C ~ 23.5°C)의 평균기온보다 낮다. 겨울철에는 상대적으로 낮은 기온으로 3°C 이하에서 7°C 이하로 떨어지며 최저기온은 -2°C (1981)로 측정된다. 연간 약 2,600mm ~ 2,800mm의 비교적 많은 강우량으로, 주로 5월에서 8월까지 집중된다. 여름 기온은 약 20°C ~ 29°C (다른 북서부 지방이 24-35 °C임을 비교할 때 상대적으로 낮은 편에 속한다.)
| 라이쩌우 시의 기후                 | 라이쩌우 시의 기후 | 라이쩌우 시의 기후 | 라이쩌우 시의 기후 | 라이쩌우 시의 기후 | 라이쩌우 시의 기후 | 라이쩌우 시의 기후 | 라이쩌우 시의 기후 | 라이쩌우 시의 기후 | 라이쩌우 시의 기후 | 라이쩌우 시의 기후 | 라이쩌우 시의 기후 | 라이쩌우 시의 기후 | 라이쩌우 시의 기후 |
| 월                                 | 1월                | 2월                | 3월                | 4월                | 5월                | 6월                | 7월                | 8월                | 9월                | 10월               | 11월               | 12월               | 연간               |
| ---------------------------------- | ------------------ | ------------------ | ------------------ | ------------------ | ------------------ | ------------------ | ------------------ | ------------------ | ------------------ | ------------------ | ------------------ | ------------------ | ------------------ |
| 역대 최고 기온 °C (°F)             | 34.3 (93.7)        | 38.0 (100.4)       | 39.0 (102.2)       | 41.0 (105.8)       | 42.5 (108.5)       | 39.1 (102.4)       | 37.5 (99.5)        | 38.9 (102.0)       | 38.0 (100.4)       | 37.0 (98.6)        | 37.0 (98.6)        | 34.0 (93.2)        | 42.5 (108.5)       |
| 일평균 최고 기온 °C (°F)           | 23.4 (74.1)        | 25.9 (78.6)        | 29.9 (85.8)        | 32.4 (90.3)        | 32.7 (90.9)        | 31.7 (89.1)        | 31.3 (88.3)        | 32.0 (89.6)        | 31.9 (89.4)        | 29.9 (85.8)        | 26.5 (79.7)        | 23.5 (74.3)        | 29.3 (84.7)        |
| 일일 평균 기온 °C (°F)             | 17.0 (62.6)        | 18.7 (65.7)        | 21.9 (71.4)        | 24.8 (76.6)        | 26.4 (79.5)        | 26.6 (79.9)        | 26.5 (79.7)        | 26.6 (79.9)        | 25.9 (78.6)        | 23.9 (75.0)        | 20.4 (68.7)        | 17.2 (63.0)        | 23.0 (73.4)        |
| 일평균 최저 기온 °C (°F)           | 13.6 (56.5)        | 14.5 (58.1)        | 16.7 (62.1)        | 20.0 (68.0)        | 22.5 (72.5)        | 23.9 (75.0)        | 23.8 (74.8)        | 23.7 (74.7)        | 22.6 (72.7)        | 20.5 (68.9)        | 17.1 (62.8)        | 13.9 (57.0)        | 19.4 (66.9)        |
| 역대 최저 기온 °C (°F)             | 3.4 (38.1)         | 7.1 (44.8)         | 8.1 (46.6)         | 12.9 (55.2)        | 14.1 (57.4)        | 18.2 (64.8)        | 20.7 (69.3)        | 19.1 (66.4)        | 16.4 (61.5)        | 10.0 (50.0)        | 7.5 (45.5)         | 3.6 (38.5)         | 3.4 (38.1)         |
| 평균 강수량 mm (인치)              | 27 (1.1)           | 36 (1.4)           | 60 (2.4)           | 135 (5.3)          | 258 (10.2)         | 438 (17.2)         | 467 (18.4)         | 372 (14.6)         | 146 (5.7)          | 91 (3.6)           | 51 (2.0)           | 25 (1.0)           | 2,105 (82.9)       |
| 평균 강수일수                      | 5.4                | 5.1                | 7.4                | 13.2               | 19.5               | 23.8               | 25.8               | 22.0               | 13.0               | 10.1               | 6.8                | 5.7                | 157.9              |
| 평균 상대 습도 (%)                 | 81.1               | 76.6               | 74.7               | 76.6               | 80.4               | 86.2               | 87.9               | 86.7               | 84.5               | 84.2               | 84.1               | 84.0               | 82.3               |
| 평균 월간 일조시간                 | 131                | 144                | 186                | 200                | 186                | 120                | 123                | 150                | 164                | 153                | 138                | 131                | 1,824              |
| 출처: 베트남 과학 기술 양성 연구소 |                    |                    |                    |                    |                    |                    |                    |                    |                    |                    |                    |                    |                    |